# کمپتون، گیلدفورد
کمپتون (به انگلیسی: Compton) یک روستا و محله مدنی در بریتانیا است که در Guildford واقع شده‌است. کمپتون ۸٫۴۳ کیلومتر مربع مساحت و ۱٬۱۵۴ نفر جمعیت دارد.